# كوتارو أريما
كوتارو أريما (باليابانية: 有馬幸太郎) هو لاعب كرة قدم ياباني، ولد في 2000. لعب مع كاشيما أنتلرز.

## وصلات خارجية
- كوتارو أريما على موقع رابطة كرة القدم اليابانية للمحترفين (اليابانية)
- كوتارو أريما على موقع قاعدة بيانات كرة القدم.إي يو (الإنجليزية)
- كوتارو أريما على موقع Soccerway.com (الإنجليزية)
- كوتارو أريما على موقع عالم كرة القدم.نت (الإنجليزية)